# Associazione Internazionale delle Autorità per i Fari
L'Associazione Internazionale delle Autorità per i Fari (sigla IALA, dall'inglese International Association of Lighthouse Authorities) è un'organizzazione internazionale non-profit fondata nel 1957 con sede a Saint Germain en Laye in Francia, che riunisce gli enti preposti alla gestione dei fari e degli ausili alla navigazione di 80 nazioni.